# Léon Durand (évêque)
Pour les articles homonymes, voir Léon Durand et Durand.
Léon Durand, né à Oran le 27 juillet 1878 et mort le 20 mars 1945 dans la même ville, est un évêque catholique français, évêque d'Oran de 1920 à 1945.

## Biographie

### Premières années
Léon Durand est né à la ferme Saint-Joseph, commune d'Oran le 27 juillet 1878. Ses parents s'étant établis à Marseille, il entre au grand séminaire de cette ville avant d'intégrer l'Université grégorienne de Rome. Il y obtient un doctorat en philosophie, théologie et en droit canonique.
Il est ordonné prêtre en la basilique Saint-Jean-de-Latran le 29 mars 1902. De retour à Marseille, il est nommé chapelain à la basilique Notre-Dame-de-la-Garde en 1905, puis professeur au grand séminaire de Marseille en 1906.
Pendant la Première Guerre mondiale, il est mobilisé et devient aumônier militaire. Il est consacré évêque auxiliaire auprès de Mgr Joseph Antoine Fabre le 3 mai 1919 dans la cathédrale Sainte-Marie-Majeure de Marseille par Louis-Joseph Maurin avec comme co-consécrateurs Dominique Castellan et Fédéric-Henri Oury.

### Évêque d'Oran
Le 11 octobre 1920, le pape Benoît XV le nomme évêque d'Oran où il arrive le 31 janvier 1921. Sous son épiscopat, le diocèse d'Oran se développe : plus de 50 églises s'élèvent sous son impulsion ou celle des prêtres du diocèse. Il agrandit le séminaire diocésain et organise les mouvements d'Action catholique qu'il multiplie : maison des œuvres, soupe populaire, conférences Saint-Vincent-de-Paul, congrégations des enfants de Marie.
Il fait élever la statue de Jeanne d'Arc devant la cathédrale d'Oran (aujourd'hui à Caen). Il fait également le vœu d'élever une basilique à Santa-Cruz en 1939 en l'honneur de Notre-Dame du Salut mais sa mort le 20 mars 1945 l'empêche de voir aboutir le projet.
Il est inhumé dans le caveau de sa cathédrale le 26 mars 1945.

## Armes
D'azur à une "navicelle" (barque) au naturel, avec 7 rames et une ancre du même, chargée à la proue d'une colombe tenant en son bec un rameau d'olivier (le tout d'argent) et habillée d'une voile aussi d'argent chargée d'un cœur enflammé de gueules entouré de 7 roses (?) de même et attachée à un lis tigé au naturel, ladite navicelle voguant sur une mer agitée aussi au naturel.